# Phasmahyla jandaia
Phasmahyla jandaia es una especie de anfibios de la familia Phyllomedusidae. Es endémica de Brasil.
Sus hábitats naturales incluyen montanos secos, sabanas secas y ríos. Está amenazada de extinción por la destrucción de su hábitat natural.